# Giovanni Battista Pescetti

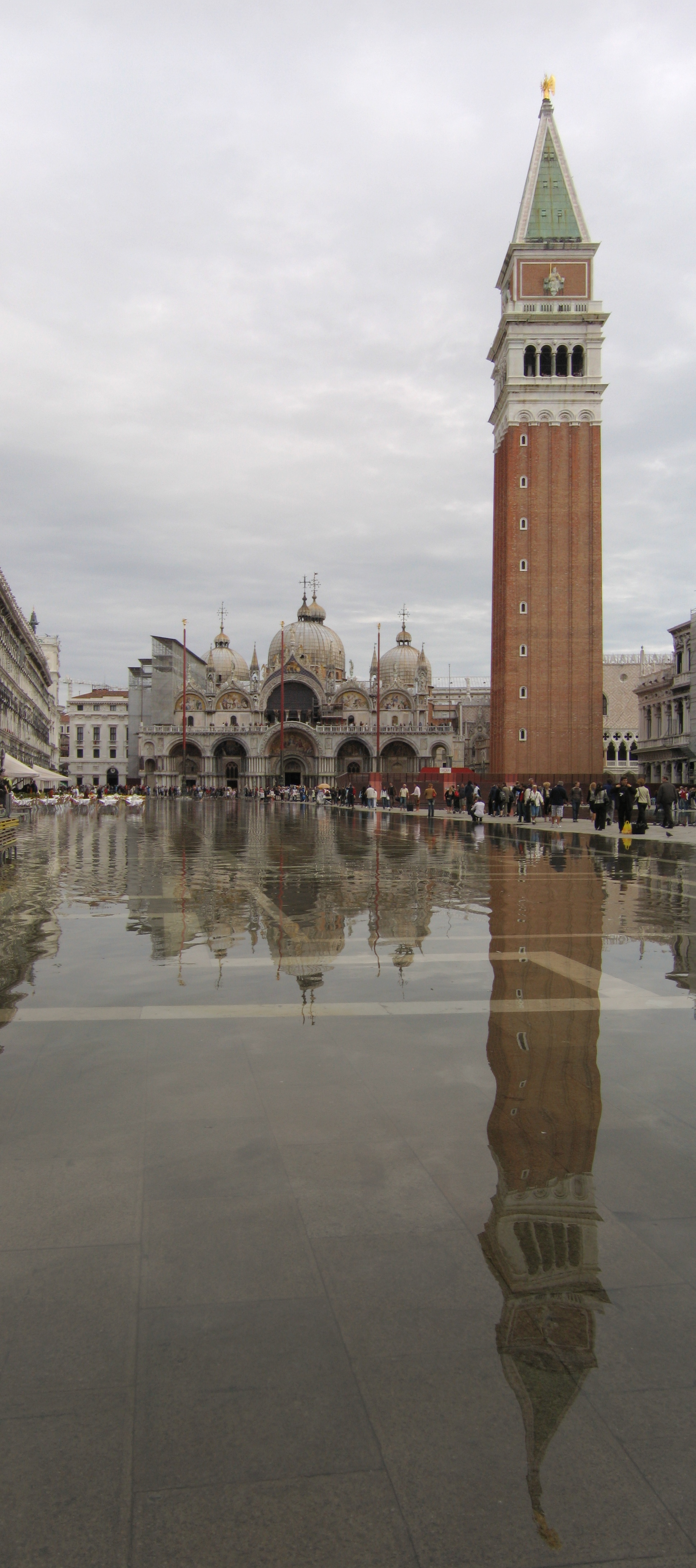
Catedral de San Marcos de Venecia, donde ejerció Pescetti como organista.

Giovanni Battista Pescetti (Venecia, República de Venecia, c. 1704–ib., 20 de marzo de 1766) fue un compositor y notable organista italiano que desarrolló su obra a mediados del siglo XVIII, perteneciendo por lo tanto al periodo del barroco tardío de la historia de la música.

## Biografía
Se formó musicalmente bajo la guía de Antonio Lotti, siendo su compañero de estudios Baldassare Galuppi con el que tendrá ocasión a lo largo de su vida de colaborar musicalmente. Presentó su primer trabajo operístico, el drama Nerone detronato, durante el carnaval veneciano de 1725 en el Teatro San Salvatore, permaneciendo en la Ciudad de los Canales hasta 1732.
En 1736, marchó a Londres, donde se ganó la vida como clavecinista hasta que fue nombrado, sucediendo a Nicola Porpora, director de la  compañía musical Opera of the Nobility. Durante esta etapa londinense colaboró activamente en la producción de pastiches. A causa del levantamiento jacobita de los escoceses en 1745, liderados por Carlos Eduardo Estuardo, los católicos italianos residentes en Inglaterra se vieron obligados a abandonar el país.
De regreso a Venecia retoma la actividad compositiva y, el 27 de agosto de 1762, es nombrado organista de la Catedral de San Marcos de Venecia. Durante este último periodo veneciano fue profesor de Antonio Salieri.

## Estilo musical
Lo más característico de la música de Pescetti son las arias de sus óperas, las cuales se caracterizan por su breve duración, un acompañamiento musical simple, un fraseo claro y articulado y una cadencia armoniosa.
El musicólogo inglés Charles Burney, fue muy duro con Pescetti al reprocharle una escasa imaginación musical.

## Formas musicales

### Óperas
Anexo: Óperas de Giovanni Battista Pescetti

### Pastiches
Todos los pastiches en los que intervino Pescetti fueron estrenados en Londres.
Sabrina (1737)

Arsaces (1737) 

Angelica e Medoro (1739) 

Merode e Olympia (1740) 

Alessandro in Persia (1741) 

Arsitodemo, tiranno di Cuma (1744) 

Ezio  (1764) 

Lionel and Clarissa 

### Otros trabajos
Gionata (oratorio, Padua, 1769) 

10 sonatas para clavicémbalo (Londres, 1739) 

4 obras para órgano 